# أزفودين
أزفودين (RO-0622) (بالإنجليزية: Azvudine) هو دواء مضاد للفيروسات، حيث يعمل كمثبط لإنزيم النسخ العكسي (يمنع إنزيم النسخ العكسي من القيام بمهمته). لقد تم تطوير هذا الدواء من اجل علاج مرض التهاب الكبد C، ومنذ ذلك الحين؛ تم التحقيق في امكانية استخدامه وتوظيفه ضد أمراض فيروسية من أنواع أخرى؛ مثل الإيدز ومرض فيروس كورونا 2019.